# Biskupskie Drogi
Biskupskie Drogi (dodatkowa nazwa w j. niem. Strassenkrug) –  wieś w Polsce, położona w województwie opolskim, w powiecie oleskim, w gminie Radłów.
Do 2024 r. miejscowość była przysiółkiem wsi Biskupice. W latach 1975–1998 przysiółek należał administracyjnie do województwa częstochowskiego.